# Municipio de Payson
El municipio de Payson (en inglés: Payson Township) es un municipio ubicado en el condado de Adams en el estado estadounidense de Illinois. En el año 2010 tenía una población de 1920 habitantes y una densidad poblacional de 19,4 personas por km².

## Geografía
El municipio de Payson se encuentra ubicado en las coordenadas 39°47′59″N 91°12′28″O / 39.79972, -91.20778. Según la Oficina del Censo de los Estados Unidos, el municipio tiene una superficie total de 99.15 km², de la cual 99,15 km² corresponden a tierra firme y (0 %) 0.0 km² es agua.

## Demografía
Según el censo de 2010, había 406 personas residiendo en el municipio de Payson. La densidad de población era de 4,28 hab./km². De los 406 habitantes, el municipio de Payson estaba compuesto por el 92,5 % blancos, el 1,4 % eran afroamericanos, el 1,4 % eran amerindios, el 0,49 % eran de otras razas y el 5,6 % eran de una mezcla de razas. Del total de la población el 0,2 % eran hispanos o latinos de cualquier raza.